# Virovitica
Virovitica (madžarsko Verőce; uradno hrv. Grad Virovitica) je mesto na Hrvaškem, ki je upravno središče Virovitiško-podravske županije.
Kot mesto je bila prvič omenjena leta 1234. Med leti 1552 in 1684 je bila turško središče, kot del Požeškega sandžaka (1552-1601), kasneje v sandžaku Rahoviçe v Kanije Eyalet (1601–84), vse do habsburške osvojitve.
V poznem 19. in zgosnjem 20. stoletju je bila Virovitica lokalno središče Virovitiške županije Kraljestva Hrvaške-Slavonije.
Zgodovinska imena: Wirowititz/Virovititz and Wirowitiza (nem.), Viroviticza, Verewitiza, Verowitiza, Verowtiza, Verőce (madž.) and Varaviza (ital.), Viroviticza or Verucia (lat.)
Leta 2011 je imelo upravno območje mesta 21.291 prebivalcev (1991 še 23.000), samo mesto pa 14.688 (največ, dobrih 16.000 jih je bilo ok. 1991). V desetih letih do popisa 2021 se je število še nekoliko zmanjšalo (občina 19.366, mesto 13.486).

## Demografija
| Pregled števila prebivalcev po letih | Pregled števila prebivalcev po letih | Pregled števila prebivalcev po letih | Pregled števila prebivalcev po letih | Pregled števila prebivalcev po letih | Pregled števila prebivalcev po letih | Pregled števila prebivalcev po letih | Pregled števila prebivalcev po letih | Pregled števila prebivalcev po letih | Pregled števila prebivalcev po letih | Pregled števila prebivalcev po letih | Pregled števila prebivalcev po letih | Pregled števila prebivalcev po letih | Pregled števila prebivalcev po letih | Pregled števila prebivalcev po letih |       |       |
| ------------------------------------ | ------------------------------------ | ------------------------------------ | ------------------------------------ | ------------------------------------ | ------------------------------------ | ------------------------------------ | ------------------------------------ | ------------------------------------ | ------------------------------------ | ------------------------------------ | ------------------------------------ | ------------------------------------ | ------------------------------------ | ------------------------------------ | ----- | ----- |
| 1857                                 | 1869                                 | 1880                                 | 1890                                 | 1900                                 | 1910                                 | 1921                                 | 1931                                 | 1948                                 | 1953                                 | 1961                                 | 1971                                 | 1981                                 | 1991                                 | 2001                                 | 2011  | 2021  |
| 4093                                 | 5501                                 | 5379                                 | 6175                                 | 6688                                 | 7025                                 | 9366                                 | 8701                                 | 8051                                 | 9411                                 | 11696                                | 13032                                | 14991                                | 16167                                | 15589                                | 14688 | 13486 |